# Clithrocytheridea
Clithrocytheridea is een geslacht van kreeftachtigen uit de klasse van de Ostracoda (mosselkreeftjes).

## Soorten
- Clithrocytheridea appendiculata Apostolescu, 1955 †
- Clithrocytheridea arcuata Szczechura, 1965 †
- Clithrocytheridea autonoma Luebimova & Guha, 1960 †
- Clithrocytheridea beauchampi Hazel, 1968 †
- Clithrocytheridea bella Kuznetsova, 1961 †
- Clithrocytheridea binkhorsti (Veen, 1935) Herrig, 1966 †
- Clithrocytheridea bosqueti (Veen, 1936) Deroo, 1966 †
- Clithrocytheridea brevis (Cornuel, 1846) Deroo, 1957 †
- Clithrocytheridea broussardi (Howe & Garrett, 1934) Swain, 1952 †
- Clithrocytheridea caldwellensis (Howe & Chambers, 1935) Stephenson, 1946 †
- Clithrocytheridea chiabana Hu & Tao, 2008
- Clithrocytheridea chiaotanga Hu & Tao, 2008
- Clithrocytheridea chiloeensis Hartmann, 1965
- Clithrocytheridea dignusa Rosyjeva, 1962 †
- Clithrocytheridea djanterekensis Luebimova, 1965 †
- Clithrocytheridea espichelensis Damotte, 1980 †
- Clithrocytheridea fornicata Apostolescu, 1955 †
- Clithrocytheridea garretti (Howe & Chambers, 1935) Stephenson, 1944 †
- Clithrocytheridea gibbera Chochlova, 1960 †
- Clithrocytheridea gophera Jiang (Z. H.), 1983 †
- Clithrocytheridea gracilis Schneider, 1959 †
- Clithrocytheridea halifaxensis Swain & Brown, 1964 †
- Clithrocytheridea harrisi (Stephenson, 1938) Pooser, 1965 †
- Clithrocytheridea hieroglyphica Apostolescu, 1957 †
- Clithrocytheridea holoreticulata Swain, 1982 †
- Clithrocytheridea honorusa Rosyjeva, 1962 †
- Clithrocytheridea jessupensis (Howe & Garrett, 1934) Munsey, 1953 †
- Clithrocytheridea kauffmani Hazel, 1968 †
- Clithrocytheridea koschobica Shilova, 1971 †
- Clithrocytheridea kueidowia Hu & Tao, 2008
- Clithrocytheridea lamellosareticulata Margerie, 1968 †
- Clithrocytheridea lebanonensis Howe, 1951 †
- Clithrocytheridea leibana Hu & Tao, 2008
- Clithrocytheridea lerichei Keij, 1957 †
- Clithrocytheridea lineata (Martin, 1940) Steghaus, 1951 †
- Clithrocytheridea lubrica Kuznetsova, 1961 †
- Clithrocytheridea lusanovensis Scheremeta, 1966 †
- Clithrocytheridea malkinae Schmidt, 1948 †
- Clithrocytheridea manifesta Luebimova & Guha, 1960 †
- Clithrocytheridea marielensis Luebimova & Sanchez, 1974 †
- Clithrocytheridea marwicki (Hornibrook, 1953) Swanson, 1969 †
- Clithrocytheridea marylandica Hazel, 1968 †
- Clithrocytheridea medioreticulata Swain, 1982 †
- Clithrocytheridea memorabilis Luebimova, 1965 †
- Clithrocytheridea nana (Triebel, 1938) Apostolescu, 1984 †
- Clithrocytheridea oblonga (Brown, 1957) Coryell, 1963 †
- Clithrocytheridea oblonga (Hu, 1976) Hu, 1986 †
- Clithrocytheridea parva Weaver, 1982 †
- Clithrocytheridea pataulensis (Crane, 1965) Swain, 1981 †
- Clithrocytheridea paucipunctata Swain, 1982 †
- Clithrocytheridea perrata Luebimova, 1980 †
- Clithrocytheridea poluyensis Luebimova, 1960 †
- Clithrocytheridea probataformis Rosyjeva, 1962 †
- Clithrocytheridea prosa Kuznetsova, 1961 †
- Clithrocytheridea pusilla Apostolescu, 1957 †
- Clithrocytheridea rara (Triebel, 1938) Apostolescu, 1984 †
- Clithrocytheridea renfroensis (Crane, 1965) Swain, 1981 †
- Clithrocytheridea rhoundjaiensis Bassoullet & Damotte, 1969 †
- Clithrocytheridea rugata Schmidt, 1948 †
- Clithrocytheridea schweyeri Liepin, 1960 †
- Clithrocytheridea semiluna Ahmad, Neale & Siddiqui, 1991 †
- Clithrocytheridea senegali Apostolescu, 1961 †
- Clithrocytheridea shubutensis (Stephenson, 1937) Krutak, 1961 †
- Clithrocytheridea sorbyana (Jones, 1857) Schweyer, 1949 †
- Clithrocytheridea subpyriformis (Sutton & Wiliams, 1939) Stephenson, 1946 †
- Clithrocytheridea tarfaensis Khalifa & Cronin, 1980 †
- Clithrocytheridea trapeza Deroo, 1966 †
- Clithrocytheridea trapeziformis (Hou & Chen in Hou et al., 1982) Hu, 1986
- Clithrocytheridea ventricola Damotte & Grosdidier, 1963 †
- Clithrocytheridea verrucosa Apostolescu, 1955 †
- Clithrocytheridea vonvalensis (Sztejn, 1957) Kubiatowicz, 1983 †
- Clithrocytheridea wechesensis (Stephenson, 1942) Stephenson, 1946 †